# Энш (Германия)
Энш (нем. Ensch) — община в Германии, в земле Рейнланд-Пфальц. 
Входит в состав района Трир-Саарбург. Подчиняется управлению Швайх.  Население составляет 470 человек (на 31 декабря 2010 года). Занимает площадь 6,83 км².